# Мулай Ахмад
Ахмад ібн Ісмаїл аль-Дахабі (араб. أحمد الذهبي بن إسماعيل;  1 січня 1677 — 5 березня 1729) — 3-й султан Марокко з династії Алауїтів в 1728—1729 (з невеликою перервою). Повне ім'я Мулай Абу'л Аббас Ахмад ібн Ісмаїл ас-Самін аль-Дахабі. Низка дослідників рахуючи від Саадитів називає його Ахмадом III, інші — Абу'л-Аббас Ахмадом II.

## Життєпис
Син султана Мулая Ісмаїла та його головної дружини Аїши Мубараки.
Народився в 1677 в Мекнесі. Близько 1700 року призначається намісником (каліфа) провінції Тадла. Під час боротьби його братів між собою не втручався у суперечки й зберігав вірність батькові. Тому 1718 року після вбивства спадкоємця Зідана та відсторонення іншого брата Абд аль-Малік отримав статус спадкоємця трону.
У 1727 після смерті батька оголошений у Мекнесі новим султаном. Спирався на підтримку джайш аль-удайя (складених з арабів-кочівників. Втім не виявив державного хисту, поринувши у розваги та пиятику. Невдовзі проти нього виступила впливова негретянська гвардія (абід аль-бухарі), що 13 березня 1728 року повалила Мулая Ахмада. Замість нього поставлено його брата Абд аль-Маліка. Але за підтримки джайш аль-удайя та сановників 18 липня 1728 року повернувся на трон. 
Втім у березні 1729 раптово помер, можливо, від отруєння або алкоголю. Трон отримав його зведений брат Абдаллах, відсторонивши сина померлого — Мулай Абу-Фаріса від можливості зайняти трон.